# Верчољио (Савона)
Верчољио је насеље у Италији у округу Савона, региону Лигурија.
Према процени из 2011. у насељу је живело 33 становника. Насеље се налази на надморској висини од 526 м.